# 硬砂岩
硬砂岩（こうさがん）またはグレーワッケ（英: greywacke、graywacke、独: Grauwacke）は砂岩の一種である。一般に「硬く、暗色で、分級に乏しい角ばった石英・長石・小さな岩片が稠密しており、石基が粘土－細砂よりなるもの」として定義される。

## 用語
「グレーワッケ」という語は、原語であるドイツ語の"Grauwacke"は「灰色の土質の岩石」という意味を表す。

## 特色
硬砂岩は組織の未成熟な堆積岩で、一般的に古生代の地層で発見される。体積比で通常15%以上が砂や礫ほどの大きさに達する大きめの粒子を原材料とした石基を構成する。

## 形成過程
かつての一般的な堆積の法則からは、硬砂岩のように礫・砂・泥が混在している状態は説明がつかなかった。しかし混濁流やタービダイトが知られるようになり、ようやく硬砂岩の形成過程が説明できるようになった。現在の地質学者は、海底雪崩または強い混濁流によって硬砂岩ができると考えている（「混濁流形成説」）。混濁流によって沈殿物が激しく撹拌（かくはん）されると、その撹拌物は懸濁液を作る。これによって、岩石はさまざまな堆積状況を示すのである。原因となる混濁流は、大陸棚の縁、海溝の底、山脈形成される場所の山麓部で発生する。硬砂岩は、深海起源の黒色頁岩のような岩石とも共存する場合がある。

## 成分
硬砂岩はほとんどが灰色、茶色、黄色または黒色のような鈍い色の砂質の岩石で、薄いあるいは厚い岩床中で粘板岩や石灰岩に沿って形成することもある。イギリスのウェールズ・スコットランド南部・イングランドの湖水地方国立公園、アイルランドのロングフォード山塊（Longford Massif）などが好例である。また、ニュージーランドではサザンアルプス山脈の脊梁の主要部分をなしているのがこれである。
それらは非常に多種類の鉱物を含む。主要なものを挙げれば石英、正長石、斜長石、方解石、酸化鉄、石墨、炭素を含有する物質があり、より粗いものを考えれば珪長岩、チャート、粘板岩、片麻岩、結晶片岩類や石英の断片もある。ほかに硬砂岩中に見られる鉱物は、黒雲母、緑泥石、電気石、緑簾石、燐灰石、柘榴石、普通角閃石、普通輝石、チタン石（くさび石）、黄鉄鉱がある。 固化するときの基質はケイ酸塩質または粘土質で、まれにカルシウム質のこともある。

## 分類
硬砂岩の形成過程は化石化とは異なるが、硬砂岩と関係する細粒の岩床では有機体（生物体）の遺物が残るのはよくあることである。それらの構成要素となる微粒子は通常、あまり丸くあるいは磨耗しておらず、その岩石は再結晶によりずいぶんと固められていることが往々にしてある。例えば侵入型の二酸化ケイ素の挿入がそうである。硬砂岩の一部分は割れていることがあるが、粘板岩ほどでもない現象である。長石に富む長石質硬砂岩（feldspathic greywacke）や微小な岩石片に富む石質硬砂岩（lithic greywacke）などもある。
しかしながら、そのグループは非常に多様であるため、鉱物学的に特徴付けるのは難しく、岩石学上の分類としてよく確立してきた。これらの特有な複合的な砂の堆積は、シルル紀とカンブリア紀の岩石ではごく頻繁に起きており、中生代や新生代の地層では一般的ではないからである。それらの極めて重要な特徴は、砂質であることと複合的な構成である。変成作用の増加により、硬砂岩は頻繁に雲母質の結晶片岩、塩化物を含む片岩、堆積性片麻岩を通過する。